# Mongoleon fuscostriatus
Mongoleon fuscostriatus är en insektsart som beskrevs av Hölzel 1970. Mongoleon fuscostriatus ingår i släktet Mongoleon och familjen myrlejonsländor. Inga underarter finns listade i Catalogue of Life.